# Ulna
|  | Flytteforslag Denne side er foreslået flyttet til Albuebenet. Klik her for at se flytteforslaget. |

Ulna (eller albuebenet) er den tyndeste af de to lange knogler der udgør underarmen; den anden, tykkere knogle hedder radius. Begge knogler danner led i albuen til humerus (overarmsknoglen). I håndleddet danner de led til hånden. Ulna er en rørknogle.